# Gesche Gottfried
Gesche Margarethe Gottfried, née Gesche Margarethe Timm le 6 mars 1785 à Brême et morte le 21 avril 1831 dans la même ville, est une tueuse en série qui a assassiné 15 personnes par empoisonnement à l'arsenic à Brême et à Hanovre, en royaume de Hanovre, entre 1813 et 1827. Elle est la dernière personne à être exécutée publiquement dans la ville de Brême.
Parmi les victimes de Gesche Gottfried, on compte ses propres parents, ses deux maris, son fiancé et ses enfants. Avant d'être suspectée et condamnée pour ces meurtres, elle s'est attiré la sympathie des habitants de Brême car plusieurs membres de sa famille et de ses amis sont tombés malades et sont morts et qu'elle leur a prodigué des soins pour atténuer leur souffrance. Elle est pour cette raison connue sous le nom d'« ange de Brême ».

## Liste des victimes connues

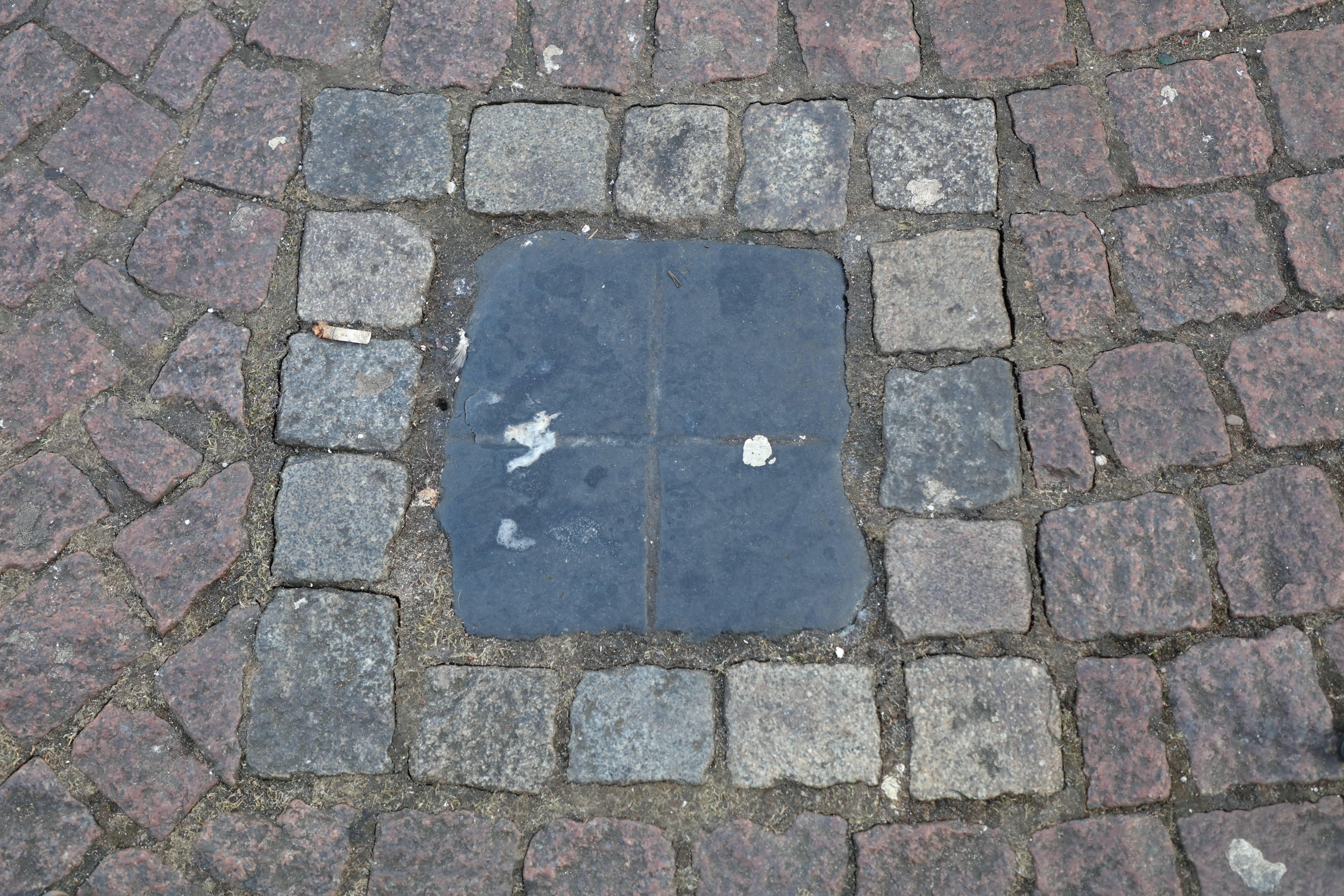
Spuckstein: Lieu d'exécution de Gottfried

- 1er octobre 1813 : Johann Miltenberg (premier mari)
- 2 mai 1815 : Gesche Margarethe Timm (mère)
- 10 mai 1815 : Johanna Gottfried (fille)
- 18 mai 1815 : Adelheid Gottfried (fille)
- 28 juin 1815 : Johann Timm (père)
- 22 septembre 1815 : Heinrich Gottfried (fils)
- 1er juin 1816 : Johann Timm (frère)
- 5 juillet 1817 : Michael Christoph Gottfried (second mari)
- 1er juin 1823 : Paul Thomas Zimmermann (fiancé)
- 21 mars 1825 : Anna Lucia Meyerholz (professeur de musique et ami)
- 5 décembre 1825 : Johann Mosees (voisin et ami)
- 22 décembre 1826 : Wilhelmine Rumpff (propriétaire)
- 13 mai 1827 : Elise Schmidt (fille de Beta Schmidt)
- 15 mai 1827 : Beta Schmidt (ami et bonne)
- 24 juillet 1827 : Friedrich Kleine (ami et créancier ; tué à Hanovre)

## Culture
Cette affaire a inspiré en 2010 aux auteurs allemands Peer Meter et Barbara Yelin une bande dessinée, Gift, traduite en français sous le titre de L'Empoisonneuse, publiée par les éditions Actes Sud - L'An 2.  